# Baccalauréat (film)
Pour les articles homonymes, voir Baccalauréat.
Pour plus de détails, voir Fiche technique et Distribution.
Baccalauréat (Bacalaureat) est un film roumain réalisé par Cristian Mungiu, sorti en 2016. 
Il est présenté en sélection officielle au Festival de Cannes 2016 où il remporte le Prix de la mise en scène.

## Synopsis
Vivant dans une ville de Transylvanie, Romeo, médecin, et sa femme, ont mis de grands espoirs en leur fille Eliza pour qu'elle puisse faire des études supérieures à l'étranger. Excellente élève, elle doit encore passer son baccalauréat, mais la veille de l'examen elle est agressée. Son père est approché pour favoriser une greffe pour un patient qui peut par ricochet aider sa fille à obtenir le diplôme. La corruption est endémique en Roumanie, mais par malchance, la police va être au courant de ces arrangements hors-la-loi.

## Fiche technique
- Titre original : Bacalaureat
- Titre français : Baccalauréat
- Réalisation : Cristian Mungiu
- Scénario : Cristian Mungiu

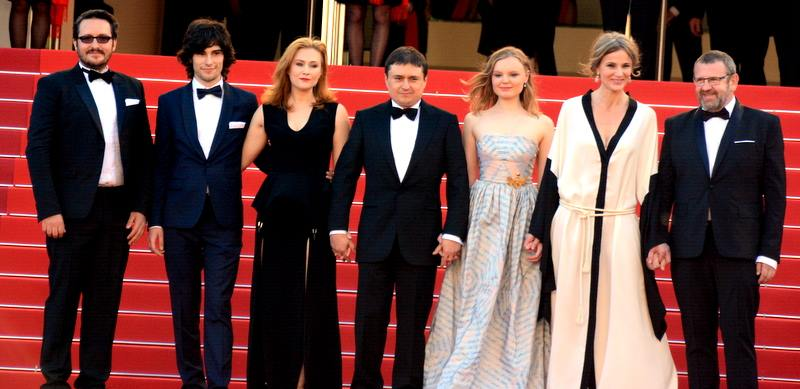
L'équipe du film au festival de Cannes.

- Photographie : Tudor Vladimir Panduru
- Montage : Mircea Olteanu
- Pays d'origine : Roumanie
- Langue originale : roumain
- Format : Couleurs - 35 mm - 2,35:1 - Stéréo
- Genre : drame
- Durée : 128 minutes
- Date de sortie : 
  -  France : 19 mai 2016 (Festival de Cannes), 7 décembre 2016 (sortie nationale)
  -  Roumanie : 20 mai 2016

## Distribution
- Adrian Titieni (VF : Bruno Abraham-Kremer) : Romeo
- Maria-Victoria Drăguș : Eliza, la fille de Romeo
- Lia Bugnar (VF : Lisa Martino) : Magda, la femme de Romeo
- Malina Manovici : Sandra, la maitresse de Romeo
- Vlad Ivanov (VF : Philippe Vincent) : l'inspecteur en chef
- Rareș Andrici : Marius, le petit ami d'Eliza
- Gheorghe Ifrim : Agent Sandu
- Adrian Vancica : Gelu
- Ioachim Ciobanu : Suspect n° 1
- Valeriu Andriuta : Suspect n° 4

Source et légende : Version française réalisé par Deluxe dirigé par Hervé Icovic, société de doublage sur le carton du doublage

## Accueil

### Accueil critique
L'accueil critique est globalement positif : le site Allociné recense une moyenne des critiques presse de 4,0/5, et des critiques spectateurs à 3,6/5.
- Pour Thomas Sotinel du Monde, Baccalauréat porte « un pessimisme rageur et un regard impitoyable sur la classe moyenne roumaine. [...] (C'est) un examen, minutieux et dans un premier temps détaché, de ce qui est ici présenté comme l'un des fondements de la société roumaine contemporaine, le trafic d'influence. [...] (Il décrit) l'apprentissage de la corruption par un honnête homme et la foudroyante contagion de ce mal que d'aucuns estiment nécessaire. [...] Le réalisateur excelle ici dans la mise en évidence des mécanismes de la compromission et de leur emprise sur toutes les entreprises humaines. »[3].
- Pour Thierry Chèze de L'Express, Mungiu ausculte brillamment la société roumaine et livre « une œuvre de très haute tenue. Un peu plus de deux heures où la maestria simple et précise de sa mise en scène accompagne de la plus brillante des manières un récit au cordeau autour d'un père de famille tiraillé entre ses principes de toujours et la réalité qui va le pousser à les contourner. [...] Mungiu dresse le portrait de la société roumaine d'aujourd'hui, des petits et grands arrangements avec la loi qui ont survécu à la chute de Ceaucescu où un tel système était érigé en mode de conduite pour les tenants du régime. »[4].
- Pour Jean-Michel Frodon sur Slate, « Baccalauréat est une histoire d’aujourd'hui, l'histoire d'un échec. L'échec d'une génération d'hommes et de femmes de bonne volonté [...] Dans le cas de son pays, la Roumanie, cela se traduit plus concrètement par l'impasse où se retrouvent ceux qui ont tenté de reconstruite le pays sur des bases saines après la chute du régime Ceausescu. [...] Observant ses protagonistes se débattre, le cinéaste ne juge ni n'édicte. Il prend acte des espoirs et des angoisses, des faiblesses et des forces de chacun et chacune. »[5].

### Box-office
| Pays ou région | Box-office      | Date d'arrêt du box-office | Nombre de semaines |
| -------------- | --------------- | -------------------------- | ------------------ |
| France         | 135 077 entrées | en cours                   | en cours           |

## Distinction

### Récompense
- Festival de Cannes 2016 : Prix de la mise en scène